# アヤンナ・プレスリー
アヤンナ・プレスリー（Ayanna Pressley 1974年2月3日 - ）は、アメリカ合衆国の政治家。マサチューセッツ州選出の民主党下院議員で、2020年現在数少ないアフリカ系女性議員の一人。

## 経歴

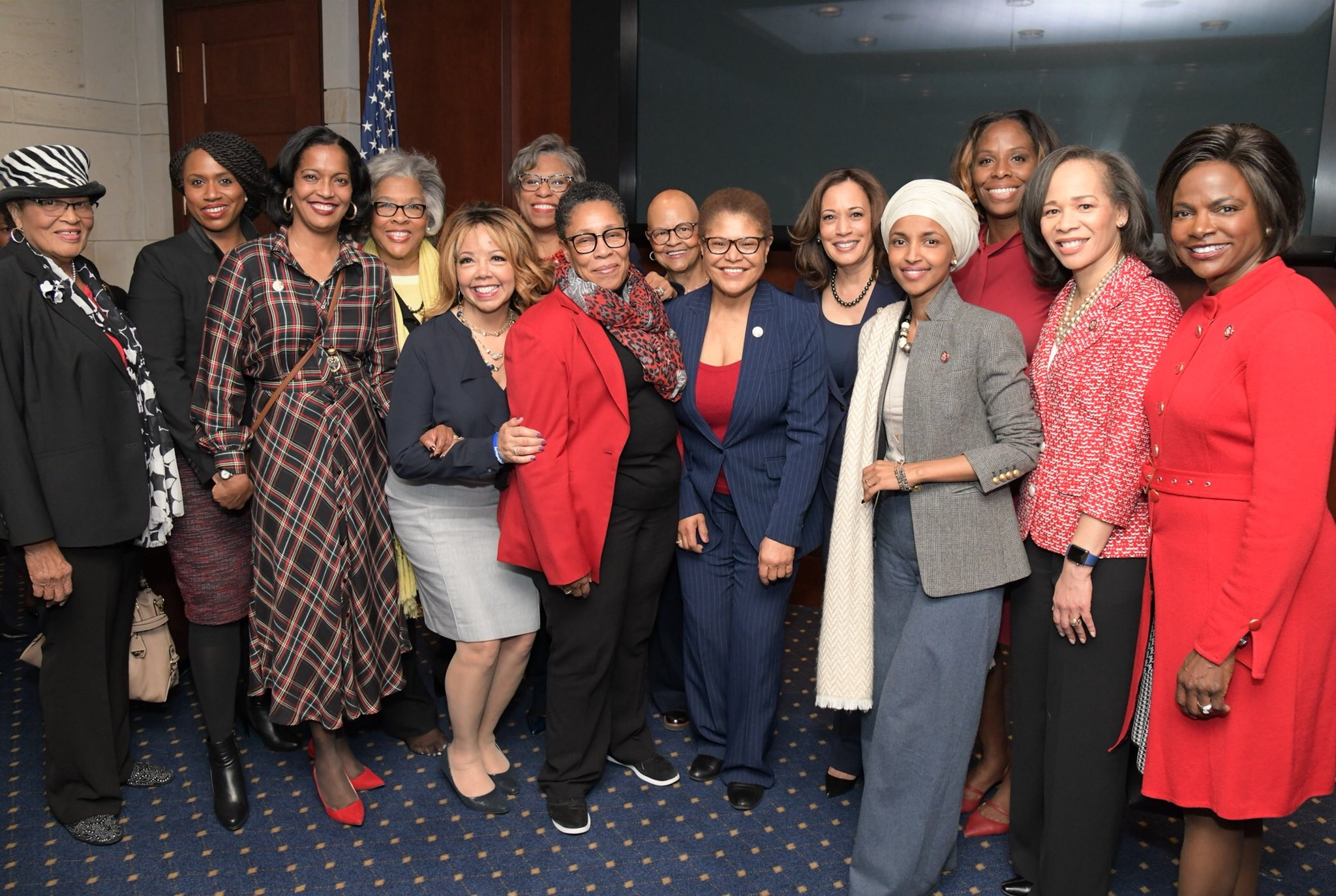
バル・デミングズ、カマラ・ハリス、アヤンナ・プレスリー、イルハン・オマル、ジャハナ・ヘイズら（2019年1月18日）

1974年、オハイオ州シンシナティ生まれ。大学卒業後、ジョン・ケリー上院議員やジョセフ・パトリック・ケネディ2世下院議員の事務所で働いていた後、ボストン市議会議員選挙に立候補し当選。2018年9月、中間選挙に向けたマサチューセッツ州の民主党予備選挙で、現職下院議員に勝利。同年行われた本選挙で当選し、同州で初めてのアフリカ系アメリカ女性の下院議員に選ばれた。

## 主義・主張

### トランプ大統領との対決姿勢
2018年の選挙戦を通じて、ドナルド・トランプ大統領を「人種差別主義者、女性差別主義者、本当に共感能力のない男」と批判を続けてきた。
2019年7月14日から翌日にかけて、トランプ大統領はツイッターで、民主党の非白人系の女性議員らを念頭に、「彼女らは文句しか言わない」、「彼女らは米国を嫌悪する人々だ」、「彼女たちは世界最悪で一番腐敗し、無能な国からやって来た」、文句があるなら「彼女たちがやってきた完全に破綻した犯罪が蔓延する国に帰って、その国をなんとかしたらどうか」などとツイート。この時点で特定の議員名を名指した発言ではなかったが、アヤンナ・プレスリーはイルハン・オマル、アレクサンドリア・オカシオ＝コルテス、ラシダ・タリーブの4人で記者会見を開き、トランプ大統領の発言について批判を行った。

## 私生活
2020年1月16日、ニュースサイト「The Root」で、自分が脱毛症であること、そしてウイッグをとった姿を公開した。彼女のゴージャスなセネガルツイストやブレイドはボストン市議時代からのトレードマークであり、個人的なアイデンティティーだけではなく政治的なスタンスのシンボルでもあったが、2019年秋のトランプ大統領弾劾追訴の前日には完全に髪の毛を失ったという。脱毛症と共に生きる自分を伝えたいと公表した彼女のツイートに、多くの共感が寄せられた。